# Alice Kassius Eggers
Alice Kassius Eggers, född 2 augusti 1980 på Kungsholmen i Stockholm, är en svensk författare, journalist och litteraturkritiker.
Eggers är bibliotekspedagog på Lava i Kulturhuset i Stockholm samt skribent och kulturkritiker på Aftonbladet. Hon har även arbetat för Utbildningsradion. 2011 och 2012 satt hon i juryn för Augustpriset. 2012 debuterade hon som skönlitterär författare med boken Det är bara regn.
Hon är dotter till skådespelaren Per Eggers och scenografen och kostymören Ulla Kassius.